# Luis García Berlanga

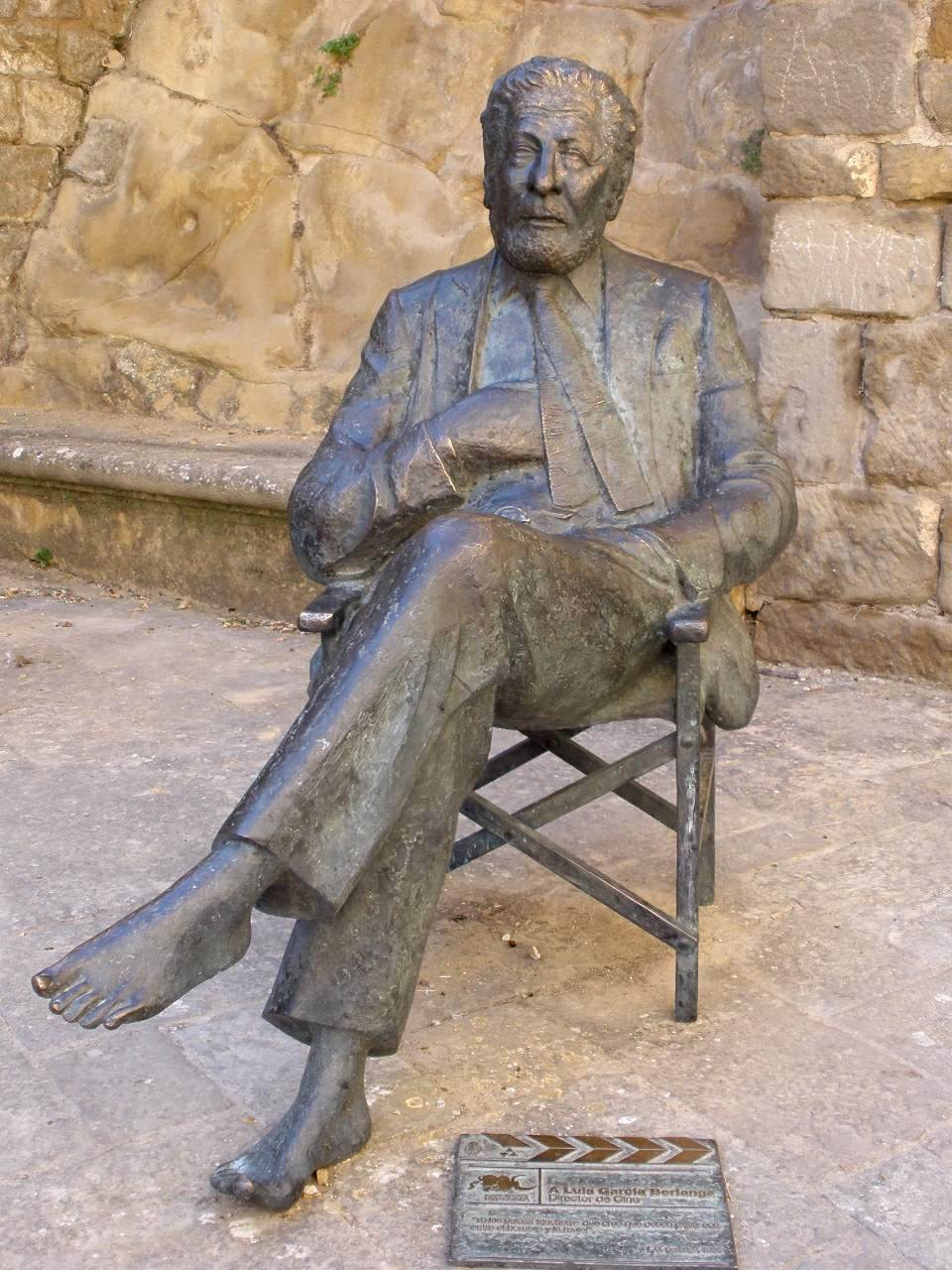
Luis García Berlanga, Skulptur in Sos del Rey Católico

Luis García Berlanga Martí (* 12. Juni 1921 in Valencia; † 13. November 2010 in Madrid) war einer der bedeutendsten spanischen Filmregisseure.

## Leben

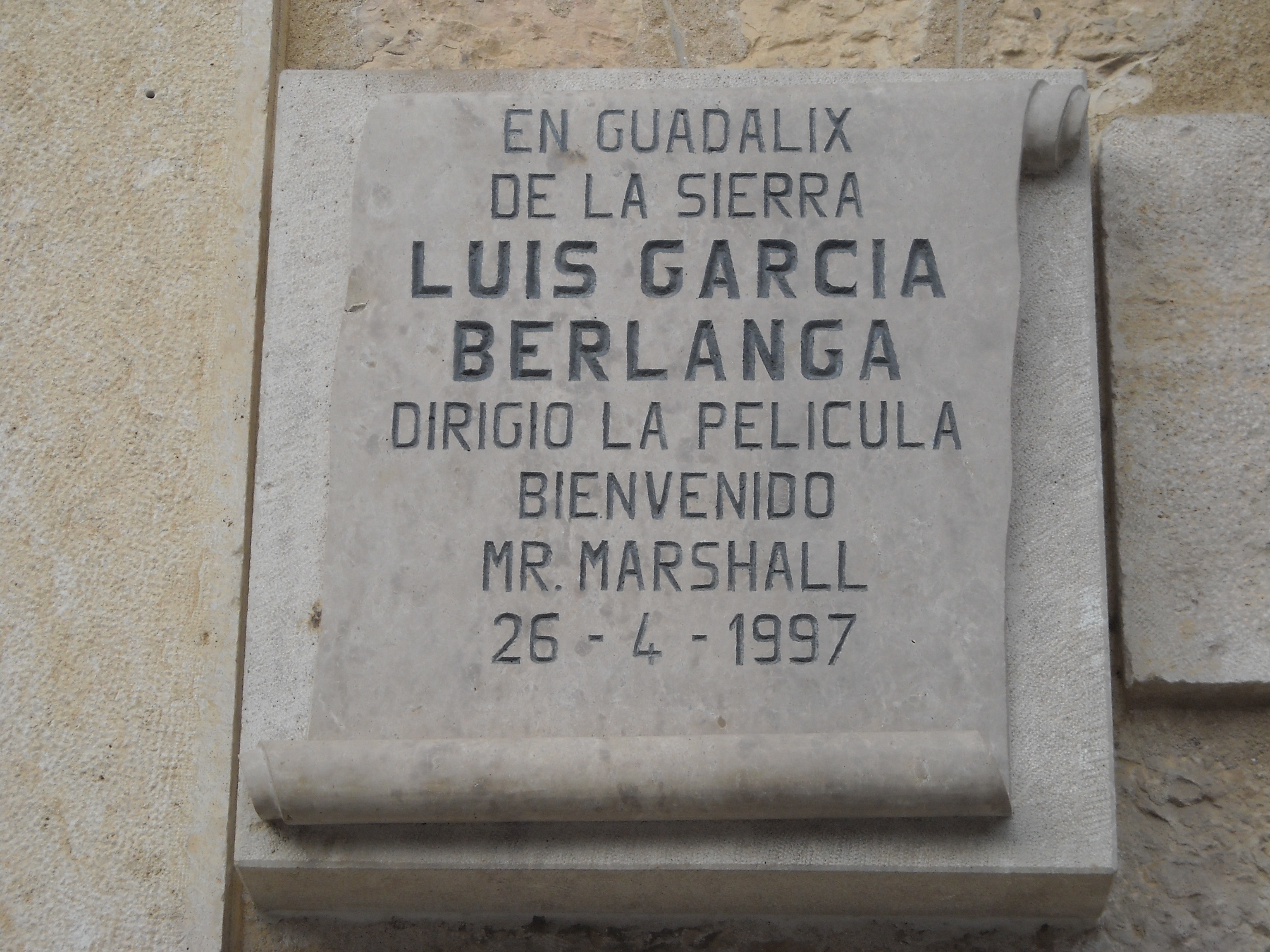
Tafel in Guadalix de la Sierra, die an den Dreh von Berlangas Film Willkommen, Mr. Marshall erinnert

Berlanga wuchs in Valencia und in der Schweiz auf. Nach dem spanischen Bürgerkrieg wurde Berlangas Vater als Mitglied der Volksfront inhaftiert. Berlanga als Mitglied der Falange versuchte die Situation seines Vaters zu verbessern, indem er sich freiwillig zur Blauen Division meldete und ein Jahr für die Deutschen an der Ostfront kämpfte. Nach seiner Rückkehr nahm er sein Philosophiestudium wieder auf, malte und gründete einen Filmclub in Valencia. Nach dem Ende des Zweiten Weltkriegs begann er ein Filmstudium am Instituto de Investigaciones y Experiencias Cinematográficas. Dort traf er auf Juan Antonio Bardem, mit dem zusammen er nach einigen Dokumentarfilmen 1952 mit Esa pareja feliz seinen ersten Spielfilm realisierte. Im Jahr darauf schrieb Bardem das Drehbuch zu Willkommen, Mr. Marshall, Berlangas erstem großen Erfolg als Regisseur. Der Film wurde 1953 in Cannes als beste Komödie ausgezeichnet.
Berlanga hatte sich mittlerweile von der Falange entfernt und nahm eine eher libertäre Position ein, wurde aber wegen seiner Erfolge von der Falange nicht verfolgt. Berlanga hatte aber mit seinen die spanische Gegenwart und Gesellschaft verspottenden Filmen ständige Probleme mit der spanischen Zensur. Sein nächster großer Film Los jueves, milagro kam erst nach Jahren in die Kinos. Nachdem sein Film Placido 1962 eine Oscar-Nominierung für den besten fremdsprachigen Film erhalten hatte, gelang ihm 1963 mit Der Henker ein Meisterwerk des schwarzen Humors. Allgemein prägte eine eher pessimistische Grundstimmung seine späteren Filme; seine Figuren konnten sich nur noch durch schwarzen Humor behelfen.
Drei seiner Drehbücher wurden von der Zensur gänzlich unterdrückt:
- In Los Gancheros missfiel 1956 den Zensoren die weibliche Hauptfigur Paula. Deren Rollenverhalten widersprach dem klerikalfaschistischen Frauenbild der Diktatur. José Luis Sampedro verwendete das Drehbuch als Vorlage für seinen Roman El río que nos lleva von 1961. 1989 erschien der Film zum Buch. Nicht unter der Regie von Berlanga, sondern von Antonio del Real.[2][3]

- A mi querida mamá en el día de su santo war 1968 in den Augen der Zensoren wegen seiner unterschwelligen Erotik und der Thematisierung von Sexualneurosen untragbar.[2]
- La demolición fiel 1972 wegen erotischer Obsessionen durch die Zensur. In Tamaño natural, einem seiner am meisten gefeierten Filme, griff Berlanga jedoch diese Themen wieder auf. Die Hauptrolle spielte Michel Piccoli.[2][4]

Berlanga und Bardem gelten heute als die wichtigsten spanischen Regisseure der Zeit des Franquismus. Nach dem Ende des Franquismus wurde Berlanga auch in Spanien hoch verehrt und geehrt. So war er seit 1986 Ehrenpräsident der spanischen Filmakademie; ebenfalls 1986 erhielt er den Prinz-von-Asturien-Preis. 1987 wurde Berlanga als erste Persönlichkeit mit einem Ehren-Goya für sein Lebenswerk geehrt.
Berlanga galt als Kenner erotischer Literatur und Kunst und war ab 1979 Vorsitzender der Jury des Premio La Sonrisa Vertical, eines Preises für spanischsprachige erotische Literatur.

## Filmografie (Auswahl)
- 1952: Esa pareja feliz
- 1953: Willkommen, Mr. Marshall (Bienvenido, Mr. Marshall!)
- 1956: Calabuig (Calabuch)
- 1957: Los jueves, milagro
- 1959: Se vende un tranvía
- 1961: Plácido
- 1962: Die vier Wahrheiten (Les quatre verités) – Regie der 1. Episode
- 1963: Der Henker (El verdugo)
- 1974: Grandeur nature
- 1978: La escopeta nacional
- 1981: Patrimonio nacional
- 1982: Nacional III
- 1985: La Vaquilla
- 1986: Gefährliche Instinkte (Barrios altos)
- 1987: Moros y Cristianos
- 1993: Todos a la cárcel